# Piccola bianca Sibert/Sibert
Piccola bianca Sibert/Sibert  è il trentaseiesimo singolo della cantante italiana Cristina D'Avena pubblicato nel 1987 e distribuito da C.G.D. Messaggerie Musicali S.p.A.

## I brani
Piccola bianca Sibert è una canzone scritta da Alessandra Valeri Manera su musica e arrangiamento di Carmelo Carucci e sigla della serie animata francese omonima. La canzone è stata pubblicata per la prima volta nel Fivelandia 5 ma, nella versione del 2019 dell'album, la canzone è stata eliminata dalla tracklist.
Mentre la prima è una sigla, Sibert è una canzone ispirata alla serie, pubblicata anche nell'LP monografico omonimo. Questa è adattata in italiano da Alessandra Valeri Manera mentre la musica e l'arrangiamento originali sono di Jacob Jos Woudenberg, Petrus Peter Asten e Raoul Jean-Marie Dubois. Il nome originale della composizione musicale è, in lingua belga, Seabert.
Il disco raggiunse la 15ª posizione nella classifica settimanale dei 45 giri e risultò 69° in quella annuale del 1987.

## Tracce
- LP: FM 13179

Lato A
Testi di Alessandra Valeri Manera, musiche di Ninni Carucci; edizioni musicali Dream Factory Entertainment, Media Development e Cafè Concerto Italia Srl.
1. Piccola bianca Sibert – 3:13

Durata totale: 3:13
Lato B
Testi e musiche di Alessandra Valeri Manera, Jacob Jos Woudenberg, Petrus Peter Asten e Raoul Jean-Marie Dubois.
1. Sibert – 2:24

Durata totale: 2:24

## Produzione
- Alessandra Valeri Manera – Produzione artistica e discografica
- Direzione Creativa e Coordinamento Immagine Mediaset – Grafica

## Produzione e formazione dei brani

### Piccola bianca Sibert
- Carmelo Carucci – arrangiamento, tastiere
- Piero Cairo – sintetizzatore
- Giorgio Cocilovo – chitarre
- Paolo Donnarumma – basso
- Flaviano Cuffari – batteria
- I Piccoli Cantori di Milano – cori
- Niny Comolli – direzione cori
- Laura Marcora – direzione cori

### Sibert
- Giordano Bruno Martelli – arrangiamento e supervisione musicale
- Orchestra di Giordano Bruno Martelli – Esecuzione brano
- I Piccoli Cantori di Milano – cori
- Niny Comolli – direzione cori
- Laura Marcora – direzione cori

## Pubblicazioni all'interno di album e raccolte
Piccola bianca Sibert è stato inserito all'interno di:
| Anno | Album                                                | Titolo                | Versione                                            |
| ---- | ---------------------------------------------------- | --------------------- | --------------------------------------------------- |
| 1987 | Fivelandia 5                                         | Piccola bianca Sibert | Versione originale                                  |
| 1987 | Piccola, bianca Sibert                               | Piccola bianca Sibert | Versione originale                                  |
| 1987 | Piccola, bianca Sibert                               | Sibert                | Versione originale                                  |
| 1987 | Fivelandia TV                                        | Piccola bianca Sibert | Videoclip utilizzato per la trasmissione televisiva |
| 1989 | Cristina D'Avena e i tuoi amici in TV 3              | Piccola bianca Sibert | Versione originale                                  |
| 1991 | Fivelandia TV                                        | Piccola bianca Sibert | Versione originale                                  |
| 1992 | Cantiamo con Cristina - Cuccioli in erba             | Piccola bianca Sibert | Videoclip utilizzato per la trasmissione televisiva |
| 1992 | Cantiamo con Cristina - Cuccioli in erba             | Piccola bianca Sibert | Versione originale                                  |
| 1992 | Cantiamo con Cristina - Cuccioli in erba             | Piccola bianca Sibert | Base musicale con coro                              |
| 1999 | Quattro zampe e...                                   | Piccola bianca Sibert | Versione originale                                  |
| 2005 | Cartoonlandia Girls                                  | Piccola bianca Sibert | Versione originale                                  |
| 2006 | Fivelandia 5 & 6                                     | Piccola bianca Sibert | Versione originale                                  |
| 2006 | Fivelandia 5                                         | Piccola bianca Sibert | Versione originale                                  |
| 2006 | Cartoonlandia Boys&Girls Story                       | Piccola bianca Sibert | Versione originale                                  |
| 2008 | Cartoonlandia Boys&Girls Story                       | Piccola bianca Sibert | Versione originale                                  |
| 2011 | Nella bella fattoria                                 | Piccola bianca Sibert | Versione originale                                  |
| 2012 | Il valzer del moscerino presenta - La bella fattoria | Piccola bianca Sibert | Versione originale                                  |
| 2013 | 30 e poi... - Parte seconda                          | Sibert                | Versione originale                                  |

## Classifica

### Classifiche settimanali
| Classifica (1997) | Posizione massima |
| ----------------- | ----------------- |
| Italia            | 15                |

### Classifiche di fine anno
| Classifica (1987) | Posizione |
| ----------------- | --------- |
| Italia            | 69        |